# Курча тапака
Курча тапака (або курча табака) — курка, засмажена із часником, перцем та прянощами в особливій сковороді з кришкою; популярна страва турецької та грузинської кухонь.

## Назва
Назва «курча тапака (табака)» походить від грузинських слів груз. წიწილა ტაფაკა, tsitsila tapaka (або груз. წიწილა ტაბაკა tsitsila tabaka) на позначення сковороди з кришкою; груз. ტაფა (tapha), «сковорода», походить від турецького слова тур. tabak, «тарілка; блюдце; блюдо», яке запозичене із арабської мови, де араб. طبق tabaq — це «страва; піднос (таця); тарілка».

## Приготування
При приготуванні тушка курки перед смаженням розгортається і сплющується під пресом із тиском 20...30 кПа. Щойно кістки курки почнуть ламатися, прес відпускають і укладають тушку на сковороду або, як це було у народів Кавказу, на металевий лист, поставлений рівно на багаття. Далі курка під час смаження накривається важким гнітом. У сучасній кулінарії використовують особливі сковороди для приготування цієї страви, забезпечені важкою кришкою або гвинтовим пресом.